# Saasenheim
Saasenheim település Franciaországban, Bas-Rhin megyében. Lakosainak száma 578 fő (2022. január 1.). Saasenheim Richtolsheim, Schœnau és Sundhouse községekkel határos.

## Népesség
A település népessége az elmúlt években az alábbi módon változott:
| Lakosok száma | 605  | 607  | 617  | 600  | 595  | 592  | 588  | 583  | 578  |
|               | 2013 | 2015 | 2016 | 2017 | 2018 | 2019 | 2020 | 2021 | 2022 |